# Mamoudzou
Mamoudzou is de hoofdstad, een gemeente en tevens de grootste stad van het departement Mayotte, een eiland ten noorden van de Straat Mozambique. In 2017 had de stad 71.437 inwoners. De gemeente is opgesplitst in drie kantons, genaamd Mamoudzou I, Mamoudzou II en Mamoudzou III. De inwoners worden Mamoudzous genoemd.

## Geschiedenis
Tot 1963 was het de hoofdstad van de Comoren. Toen de Comoren in 1975 onafhankelijk werden bleef Mayotte bij Frankrijk horen. Vanaf dat moment werd Dzaoudzi de hoofdstad van het eiland.
In 1977 werd Mamoudzou tot hoofdstad uitgeroepen.

## Geboren in Mamoudzou
- Faiz Mattoir, voetballer

## Galerij

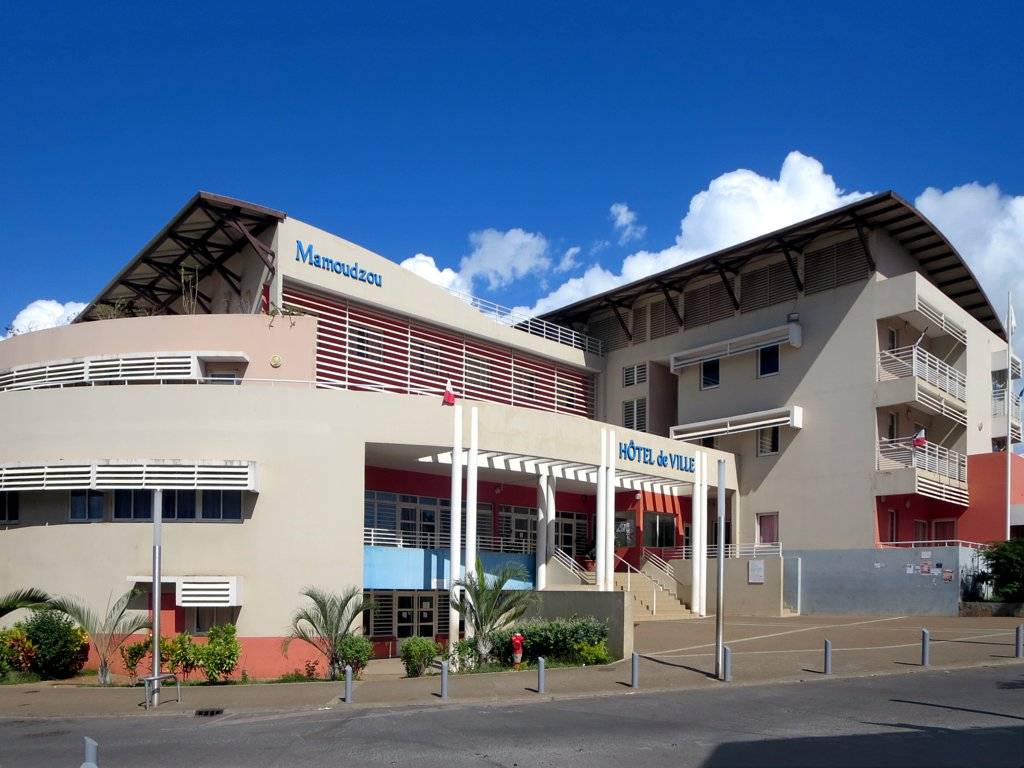
Gemeentehuis
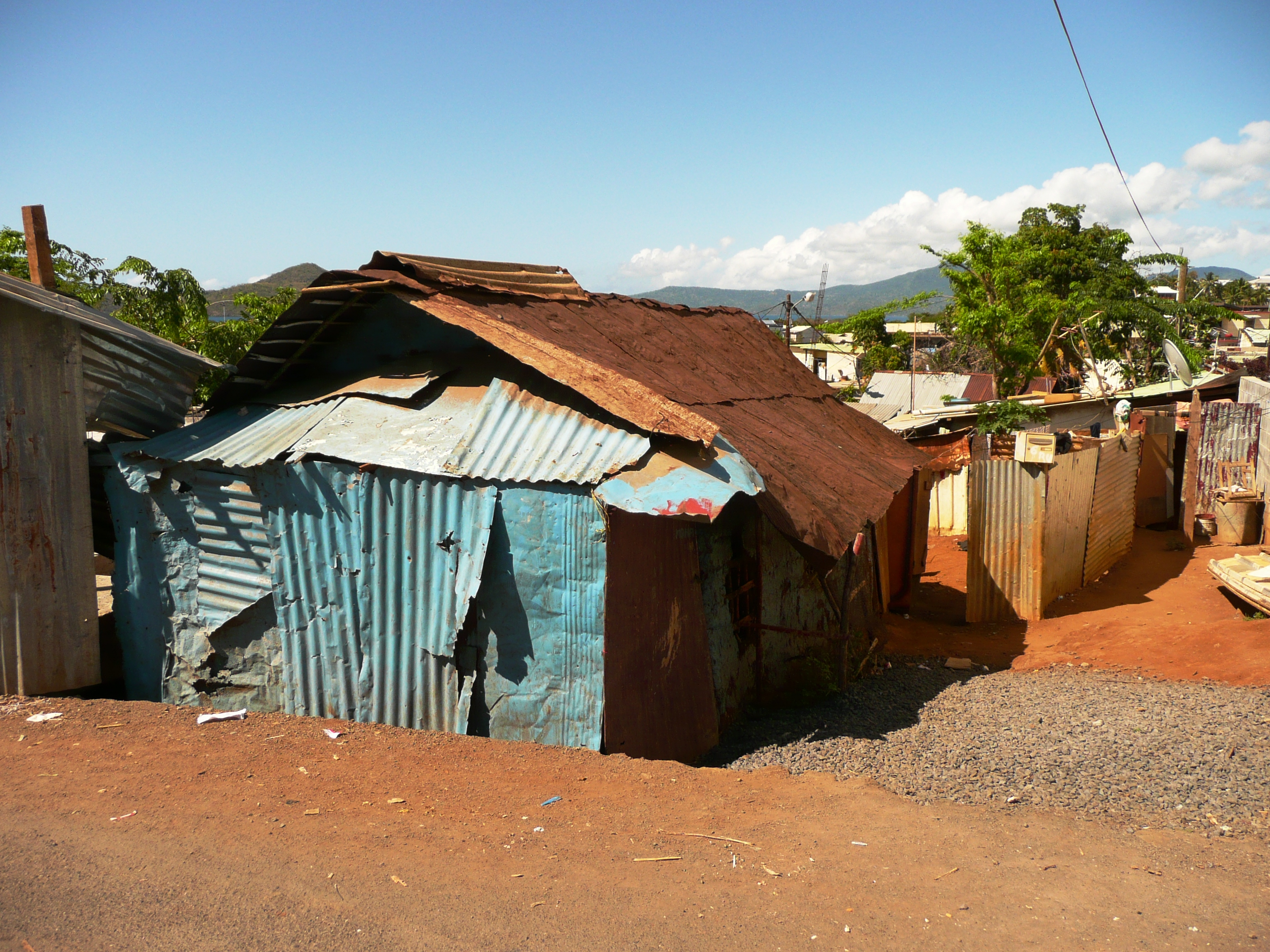
Sloppenwijk in Mamoudzou
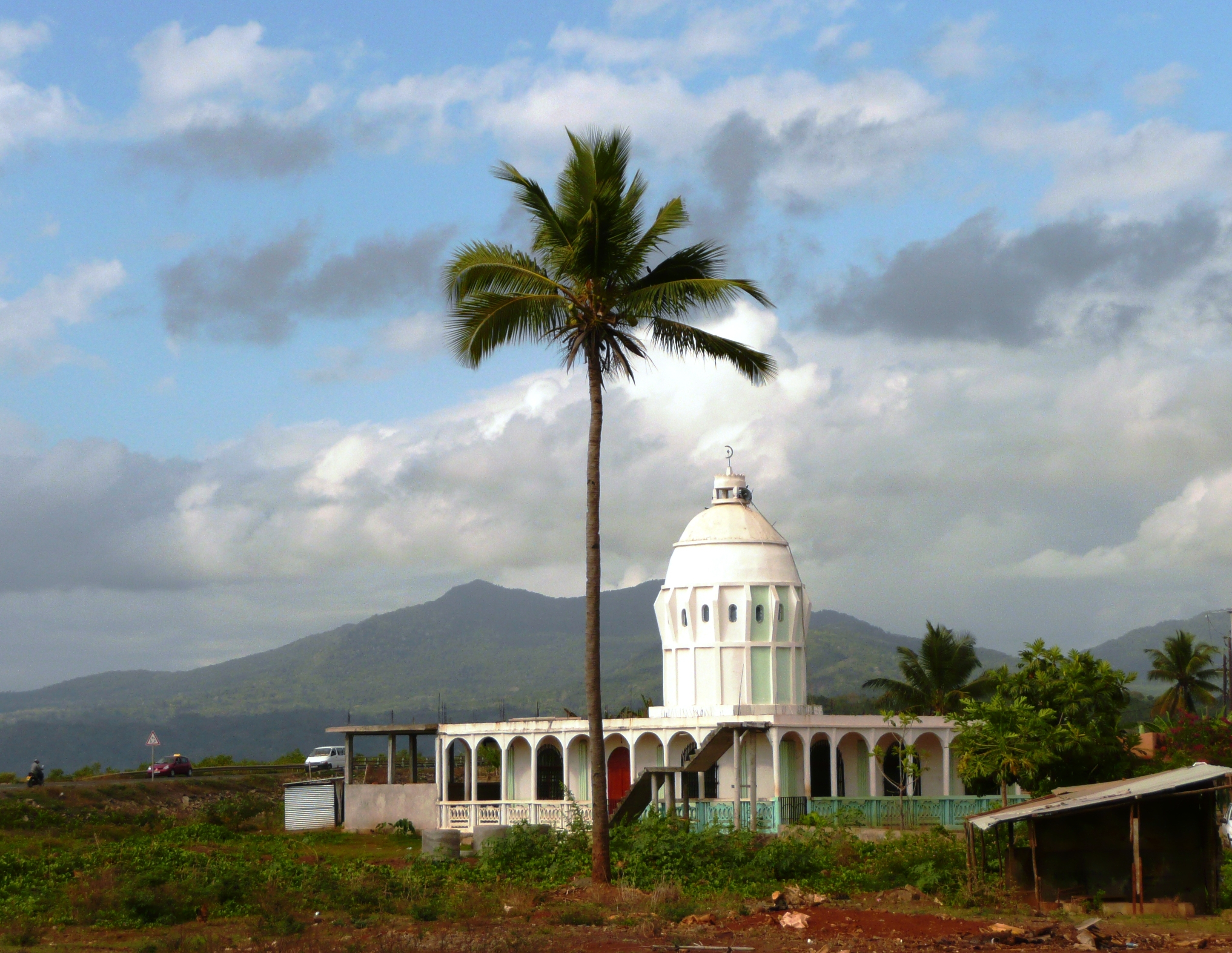
Mosquée de Vendredi
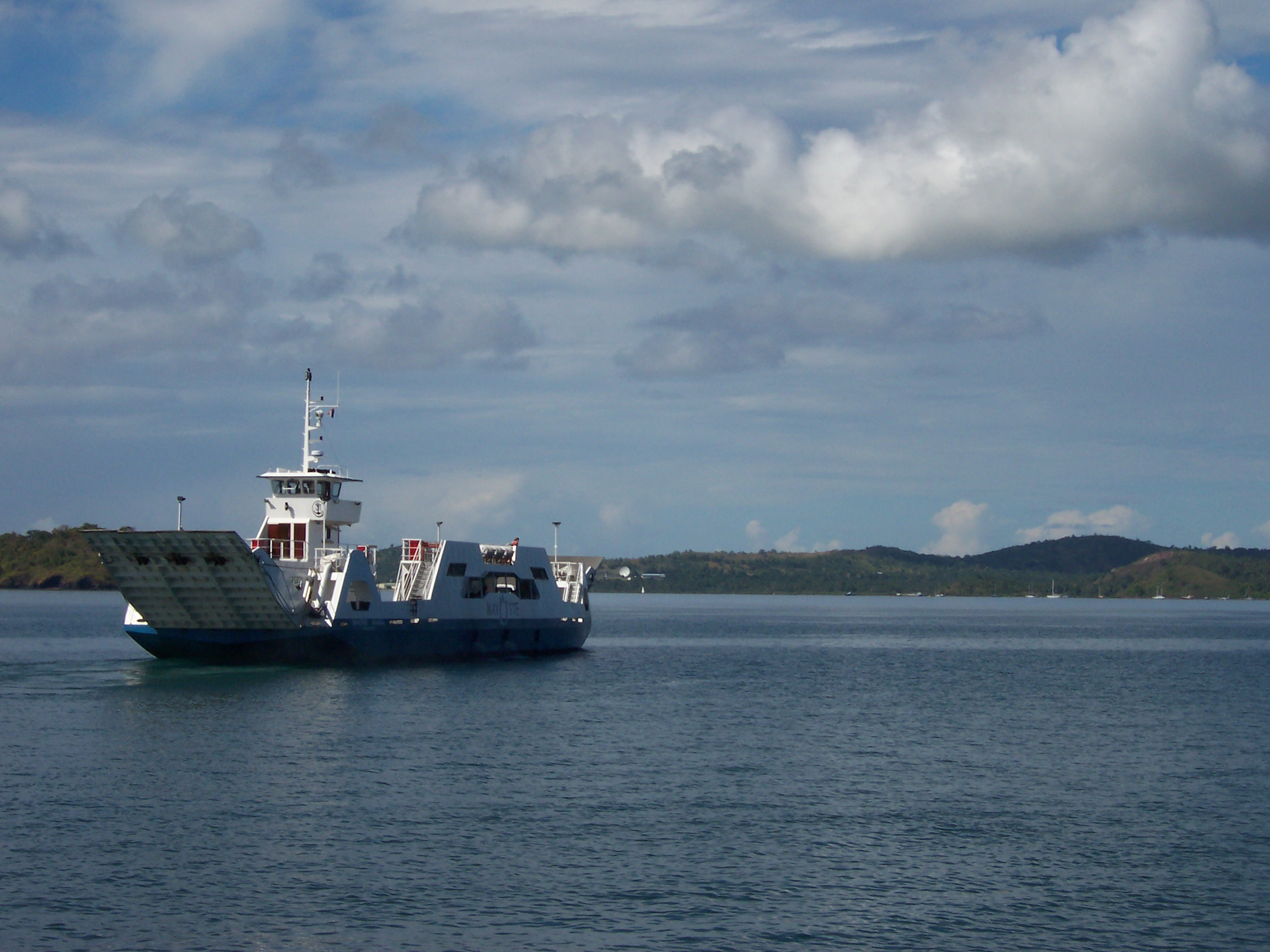
Veerboot tussen Dzaoudzi en Mamoudzou

- Bibliothèque nationale de France: cb162066264 (data)
- Gemeinsame Normdatei: 4448128-7
- Library of Congress Control Number: n95071657
- MusicBrainz: 070cdbbf-f9d3-411f-b6dd-925996657c4f
- Nationale Bibliotheek van Israël: 987007531037105171
- Virtual International Authority File: 168402960
- WorldCat: E39PBJvRYJpDvbxqcKRQfrPWjC